# Muzica românească
Muzica românească cuprinde totalitatea creațiilor muzicale elaborate de către români.
Vastitatea teritoriilor locuite de români justifică caracterul cel mai important al muzicii lor – eterogenitatea ce reunește un număr impresionant de influențe din partea culturilor vecine sau aflate în trecere. Acest mecanism se aplică în primul rând asupra marii majorități a muzicii folclorice românești, astfel puternic diferențiată la nivel regional. În interiorul teritoriului românesc, practica muzicală cultă în stil occidental nu s-a manifestat consecvent mai devreme de a doua jumătate a secolului al XIX-lea, moment al întemeierii unei școli muzicale românești. Ulterior acestui moment se fac eforturi de sincronizare a peisajului muzical autohton cu cel vest-european în toate aspectele sale (compoziție, interpretare, muzică cultă, muzică ușoară și alte muzici de consum; rezultatele obținute în acest sens culminează în anii 1940, fiind însă zădărnicite de instaurarea regimului socialist în țară. Urmează câteva decenii în care sincronismul față de centrele muzicale vest-europene este împiedicat din considerente politice. După înlăturarea regimului socialist, se încearcă reluarea sincronismului întrerupt după Al doilea război mondial, decalajul fiind vizibil și astăzi atât în planul creației, cât și în cel al interpretării.

## Istoric
Posibilitatea de a trata muzica daco-geților și a protoromânilor este foarte limitată din pricina documentației minime păstrate. Începând cu Evul Mediu, situarea la confluența dintre est și vest a determinat o diferențiere între muzicile gustate în primele state românești: cele așezate în apus beneficiază de influențe vestice, în vreme ce statele situate în est preiau elemente din muzicile bizantină, slavă și, mai târziu, turcească. Aceste influențe au acționat atât asupra muzicii folclorice, cât și a muzicii erudite (muzică religioasă – gregoriană în apus și bizantină în răsărit – și muzică cultă laică).
Începutul muzicii culte în România poate fi marcat de lucrarea Codex Caioni (latină. „codicele lui Caioni”, cunoscută și prin grafia maghiară a numelui, Codex Kájoni) este o culegere de piese muzicale la care au contribuit doi învățați transilvani ai secolului al XVII-lea. Cel mai cunoscut este călugărul franciscan umanist de origine română, constructor de orgi și organist Ioan Căianu (cunoscut și ca Johannes Caioni, Kájoni János).
Începând cu a doua jumătate a secolului XIX, muzica cultă de tip occidental este importată în țările române ca urmare a îmbunătățirii situației politice a românilor; în același timp, influențele estice sunt renegate. Sub impulsul curentului artistic numit romantism și a fenomenului „Școlilor naționale”, sunt invocate două direcții: sincronizarea cu muzica cultă din Apus și folosirea muzicii folclorice naționale ca sursă secundară de inspirație. De altfel, orientarea muzicii românești în general se va prezenta ca rezultantă a acestor doi vectori până în ziua de astăzi.
Ca în cazul altor arii culturale, problema „formelor fără fond” justifică insuccesul muzicii culte românești în primele ei decenii. Muzica ușoară își face apariția în jurul anilor 1850 prin operete, fanfare, valsuri, romanțe inspirate de compozitori maghiari sau austrieci ai vremii; cel mai realizat creator român de muzică ușoară din această perioadă este Iosif Ivanovici. Către finalul secolului se dezvoltă o școală românească de interpretare care se bucură de apreciere peste hotare: pe rând, se vor face remarcați cântăreți, pianiști și violoniști români. La începutul secolului XX se remarcă compozitorul George Enescu, primul creator român ce realizează o sinteză organică, profundă între muzica folclorică românească și tendințele muzicii culte ale vremii sale (este epoca romantismului târziu); el folosește un limbaj muzical modern și experimentează în ariile modală și microtonală. Enescu este considerat cel mai valoros compozitor român din toate timpurile.